# Instituto de Empresas Competitivas
El Instituto de Empresas Competitivas (CEI) es una organización sin fines de lucro fundada por el escritor político Fred L. Smith Jr. el 9 de marzo de 1984 en Washington D. C., para promover los principios de gobierno limitado, libre empresa y libertad individual. CEI se centra en una serie de cuestiones de política regulatoria, que incluyen negocios y finanzas, trabajo, tecnología y telecomunicaciones, transporte, regulación de alimentos y medicamentos, y energía y medio ambiente en los que han promovido la negación del cambio climático. Kent Lassman es el actual presidente y director ejecutivo.
Según el Informe del índice global Go to Think Tank de 2017 (Think Tanks and Civil Societies Program, University of Pennsylvania), el CEI es el número 59 (de 90) en el "Top Think Tanks en los Estados Unidos".

## Áreas de política

### Energía y medio ambiente
CEI promueve políticas ambientales basadas en regulaciones gubernamentales limitadas y derechos de propiedad y rechaza lo que ellos llaman "calentamiento global alarmismo". El programa más grande de la organización, el Centro de Energía y Medio Ambiente, se centra en la política energética, la política de riesgo químico, la regulación de tierras y aguas, la Ley de Especies en Peligro de Extinción, y políticas de conservación privadas.
CEI se opone abiertamente a la acción gubernamental de la Agencia de Protección Ambiental que requeriría límites a las emisiones de gases de efecto invernadero. Favorece el ambientalismo de libre mercado y apoya la idea de que las instituciones del mercado son más eficaces en la protección del medio ambiente que el gobierno. El presidente de la CEI, Kent Lassman, escribió en el blog de la organización que "no hay debate sobre si el clima de la Tierra se está calentando", que "es muy probable que las actividades humanas contribuyan a ese calentamiento" y que "esta ha sido la posición de la CEI durante mucho tiempo".
En marzo de 1992, el fundador de CEI, Fred Smith, dijo sobre el calentamiento global: "La mayoría de los indicios en este momento son que se ve bastante bien. Inviernos más cálidos, noches más cálidas, sin efectos durante el día debido a la nubosidad, me suena como nos estamos moviendo hacia un planeta más benigno, más lluvia, más rica, más fácil productividad para la agricultura".
En mayo de 2006, las actividades de política de calentamiento global de CEI atrajeron la atención cuando se embarcó en una campaña publicitaria con dos comerciales de televisión. Estos anuncios promueven el dióxido de carbono como un factor positivo en el medio ambiente y argumentan que el calentamiento global no es una preocupación. Un anuncio se centra en el mensaje que CO2se tergiversa como un contaminante, afirmando que "es esencial para la vida. Lo exhalamos. Las plantas lo inhalan... Lo llaman contaminación. Nosotros lo llamamos vida". La otra afirma que los glaciares del mundo están "creciendo, no derritiéndose... volviéndose más gruesos, no más delgados". Cita artículos " Science" para respaldar sus afirmaciones. Sin embargo, el editor de 'Science' declaró que el anuncio "tergiversa las conclusiones de los dos artículos de 'Science' citados... mediante referencias selectivas". El autor de los artículos, Curt Davis, director del Centro de Inteligencia Geoespacial de la Universidad de Misuri, dijo que CEI estaba tergiversando su investigación anterior para inflar sus afirmaciones. "Estos anuncios de televisión son un esfuerzo deliberado para confundir y engañar al público sobre el debate sobre el calentamiento global", dijo Davis.
En 2009, el director de política energética y de calentamiento global de CEI dijo a 'The Washington Post': "Lo único que se ha demostrado que reduce las emisiones es el colapso económico".
En 2014, CEI demandó a la Oficina de Política Científica y Tecnológica de la Casa Blanca por un video que vinculaba el vórtice polar con cambio climático.

### Reforma regulatoria
CEI aboga por la reforma regulatoria en una variedad de temas de políticas, que incluyen energía, medio ambiente, negocios y finanzas, trabajo, tecnología y telecomunicaciones, transporte y regulación de alimentos y medicamentos.
Su encuesta anual del estado regulador federal titulada Diez mil mandamientos: una instantánea anual del estado regulador federal, documenta el tamaño, el alcance y el costo de las regulaciones federales y cómo la carga regulatoria de los EE. UU. Afecta a los consumidores, las empresas y la economía estadounidenses.
Clyde Wayne Crews Jr. de CEI acuñó la frase "materia oscura regulatoria", haciendo referencia a la astrofísica para distinguir entre las regulaciones gubernamentales ordinarias o "materia visible" y la "materia oscura regulatoria", que consiste en "miles de proclamaciones y ediciones de la rama ejecutiva y agencias federales, incluidos memorandos, documentos de orientación, boletines, circulares y anuncios con efecto reglamentario práctico ".

### Tecnología y telecomunicaciones
En 2015, CEI presentó un escrito de  amicus en apoyo de los peticionarios en U.S. Telecom v. FCC. El escrito argumentó que, "el Congreso no autorizó a la FCC a regular Internet cuando promulgó la Sección 706 de la Ley de Telecomunicaciones de 1996 y, de hecho, la colocó fuera del alcance de la Autoridad de reglamentación de la FCC".
CEI fue uno de varios think tanks de libre mercado que apoyaron públicamente la Orden de Restauración de la Libertad de Internet de la Comisión Federal de Comunicaciones en 2017, que derogó las regulaciones de neutralidad de la red implementadas bajo la Administración de Obama.
CEI se ha opuesto al uso de la regulación antimonopolio para dividir las grandes empresas de tecnología como Facebook y Google.

### Capitalismo
CEI tiene un proyecto de larga data para recuperar la legitimidad moral del capitalismo a través de la investigación, la escritura, los eventos y otras actividades de divulgación. En 2019, el vicepresidente de CEI para Estrategia Iain Murray argumentó, en un artículo de opinión para The Wall Street Journal, que los defensores del capitalismo y el libre mercado habían contado con el apoyo de las redes sociales. conservadores por sentado.

## Defensa legal
El Competitive Enterprise Institute "es uno de los pocos think tanks que tienen un brazo de litigio en su organización".

### Center for Class Action Fairness (proyecto anterior)
De 2015 a 2019, el Center for Class Action Fairness (CCAF) fue parte de CEI. Desde entonces se ha escindido como parte del nuevo Hamilton Lincoln Law Institute, una ley de interés público sin fines de lucro de libre mercado fundada por Frank y su colega de CCAF Melissa Holyoak. CCAF representa a los miembros de la clase en contra de lo que llama "procedimientos y acuerdos de acción de clase injustos".
CEI argumentó "Frank v. Gaos" ante la Corte Suprema de los EE. UU. El 31 de octubre de 2018, oponiéndose a un acuerdo de demanda colectiva propuesto que involucra a Google, quien pagó un acuerdo de $8.5 millones que incluye $ 6 millones en  cy- près fondos y más de $ 2 millones para abogados de demanda colectiva. Los miembros de la clase no recibieron ninguna parte del acuerdo.
En 2015, CEI apeló con éxito un acuerdo de demanda colectiva en un caso sobre la longitud de los sándwiches "de un pie de largo" de  Subway. CEI argumentó que el acuerdo propuesto benefició solo a nueve personas en la clase, pero otorgó más de medio millón de dólares a los abogados de la clase. El fallo del Séptimo Circuito rechazó el acuerdo en el caso Subway que habría pagado a los abogados de los demandantes $525,000 y dejado a la clase sin nada. La decisión del tribunal incluyó la declaración de que "un acuerdo colectivo que resulta en honorarios para los abogados del colectivo pero que no produce un alivio significativo para el colectivo no es mejor que una estafa".

### Desafíos a la Ley del Cuidado de Salud a Bajo Precio
CEI financió y coordinó "King v. Burwell" y "Halbig v. Burwell", dos demandas que impugnaron la implementación del Internal Revenue Service de la Affordable Care Act . La estrategia de presentar tales demandas fue iniciada por Michael S. Greve, expresidente de la junta directiva de CEI, un opositor declarado de la ACA que declaró: "Este bastardo [el acto] tiene que ser asesinado por una cuestión de higiene política. Yo no importa cómo se hace esto, si está desmembrado, si clavamos una estaca en su corazón, si lo alquilamos y emplumamos, y lo expulsamos de la ciudad, si lo estrangulamos". La demanda King v. Burwell alegaba que la implementación del IRS violó el estatuto y buscó bloquear "una parte importante de Obamacare: los subsidios que más de 6 millones de personas de ingresos medios, en más de 30 estados, ahora reciben para comprar un seguro médico". El abogado general de CEI, Sam Kazman, argumentó en un artículo de opinión de "USA Today" que la disputada regla del IRS "plantea una cuestión básica que va mucho más allá de Obamacare: ¿Deben las agencias seguir las leyes promulgadas por el Congreso o pueden ellos los reescriben?" El caso llegó a la Corte Suprema de los Estados Unidos, que es una decisión de 6 a 3 que rechazó la impugnación y confirmó los subsidios de la ACA.

### Bureaucrash
Bureaucrash fue un proyecto de divulgación y activista especial de CEI descrito como una red internacional de activistas a favor de la libertad que trabajan para promover una ideología política basada en la libertad personal y económica. Bureaucrash llevó a cabo activismo político utilizando nuevos medios, marketing creativo y campañas educativas. Bureaucrash mantuvo un sitio web (bureaucrash.com) y un canal de YouTube, Bureaucrash TV, que presentaba videos cortos sobre temas políticos. Iniciada como una organización independiente, Bureaucrash fue absorbida por CEI y, durante un tiempo, mantuvo personal de tiempo completo como parte del personal de CEI. A mediados de 2010, Bureaucrash transfirió a su único empleado a tiempo completo a un puesto vacante en el personal de comunicaciones de CEI, dejando a Bureaucrash sin personal a tiempo completo.

## Financiamiento
CEI se financia con donaciones de personas, fundaciones y corporaciones. Los donantes de CEI incluyen varias empresas de las industrias de energía, tecnología, automoción, alcohol y tabaco.
Los ingresos de CEI para el año fiscal que finalizó el 30 de septiembre de 2015 fueron de $7,5 millones frente a gastos de $7,4 millones.
ExxonMobil Corporation fue un donante de CEI, dando al grupo alrededor de $2 millones durante siete años. En 2006, la empresa anunció que había terminado su financiación para el grupo.